# Степанов, Пётр Григорьевич (физик)
Пётр Григорьевич Степа́нов (1910 — ?) — советский физик, военный инженер.

## Биография
Член ВКП(б) с 1932 года.
Окончил ЛПИ.
С 1936 года работал в Магнитной лаборатории ЛФТИ (с 1957 года — самостоятельная Магнитная лаборатория АН СССР).
Во время войны занимался защитой кораблей от минно-торпедного индукционного оружия, руководитель группы.
Разработал метод определения магнитных полей подводных лодок на больших глубинах по измеренным значениям на меньшей глубине.
С 1960 года начальник Сектора магнитных полей и магнитного моделирования. С 1963 начальник Лаборатории термоэмиссионых преобразователей (ТЭП).
С 1970 года на пенсии.
Кандидат технических наук. Старший научный сотрудник.

## Награды и премии
- Сталинская премия I степени (10 апреля 1942) — за изобретение метода защиты кораблей
- Медаль «За оборону Севастополя» (1942)
- Орден Красной Звезды (1943) — за размагничивание судов на реке Волга